# Кодерсдорф
Кодерсдорф (њем. Kodersdorf) општина је у њемачкој савезној држави Саксонија. Једно је од 59 општинских средишта округа Герлиц. Према процјени из 2010. у општини је живјело 2.581 становника. Посједује регионалну шифру (AGS) 14626230.

## Географски и демографски подаци
Кодерсдорф се налази у савезној држави Саксонија у округу Герлиц. Општина се налази на надморској висини од 328 метара. Површина општине износи 42,3 km². У самом мјесту је, према процјени из 2010. године, живјело 2.581 становника. Просјечна густина становништва износи 61 становника/km².